# Fanarioti
Fanarioti (řecky: Φαναριώτες, rumunsky: Fanarioţi, bulharsky:Фaнариоти) představovali vlivnou řeckou diasporu, včetně helenizovaných Rumunů a Albánců. Jejich centrem se stala tehdejší prominentní konstantinopolská čtvrť Fanar (česky: maják), kde měl své sídlo také ekumenický patriarcha.
Fanarioti se již od 17. století postupně prosazovali ve státní správě Osmanské říše, nejvíce ve Valašsku a Moldavsku, kde zastávali významné úřady. Spravovali částečně také i bulharská území. Většina z nich stála v opozici vůči řeckému povstání, které propuklo ve 20. letech 19. století. Důvodem tohoto postoje byl strach ze zhoršení postavení řeckého živlu v rámci Osmanské říše. Přesto se zejména mladší členové Fanariotů naopak k tomuto povstání aktivně připojili a v rámci tajného spolku Filiki Eteria se účastnili i jeho přípravy (např. Alexandros a Demetrius Ypsilanti).

## Příjmení hlavních fanariotských rodů
- Argyropoulos
- Callimach (Călmaşu), původně bojarský rod z Moldavska
- Cantacuzino
- Caradjas (Caragea)
- Ghikas (Ghica, Ghyka či Ghika)
- Kavadas (Kavvadas)
- Manos
- Mavrocordatos (Mavrocordat)
- Mavrogenes (Mavrogheni)
- Mourousis (Moruzi)
- Musurus
- Racovitza (Racoviţă), valašský šlechtický rod
- Rosettis (Ruset či Russeti)
- Soutzos (Suţu či Sutzu)
- Ypsilantis (Ipsilanti), například Alexandros Ypsilanti
- Vacarescu